# Festuca pilar-franceii
Festuca pilar-franceii är en gräsart som beskrevs av Stancík. Festuca pilar-franceii ingår i släktet svinglar, och familjen gräs. Inga underarter finns listade i Catalogue of Life.